# Budynowie

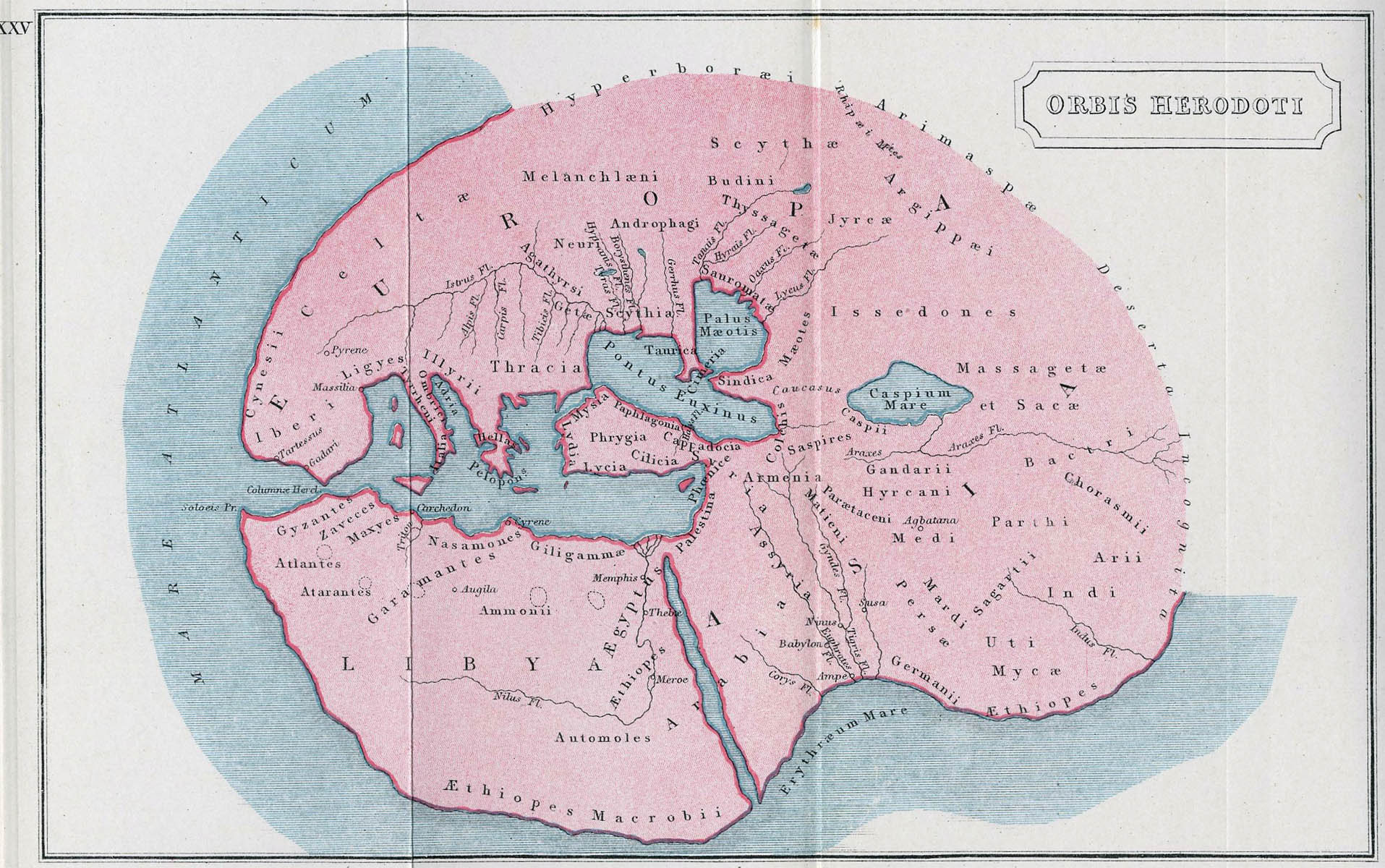
Budynowie/Budini na mapie "Świat Herodota" z XIX wieku

Budynowie (gr. Βουδίνοι/Budinoi) – wzmiankowane przez Herodota plemiona koczownicze zamieszkujące lasy i step pomiędzy Dnieprem a Wołgą, żyjące na północ od Scytów, w sąsiedztwie Sauromatów. Pomimo prowadzenia wędrownego trybu życia budowali drewniane warownie. Brali udział w wojnie Scytów z królem perskim Dariuszem ok. 513 p.n.e. jako sprzymierzeńcy Scytów. Na ich terytorium istniało jedno duże miasto o nazwie Gelonos (dziś Bielsk nad rzeką Worsklą w okolicach Połtawy na Ukrainie), zbudowane w całości z drewna, zamieszkane w większości przez ludność pochodzenia helleńskiego.
W opinii Zbigniewa Gołąba być może Prasłowianie (podobnie jak Neurowie), Βουδῖνοι mogło być greckim zapisem psł *Budyni „współplemieńcy”. Boris Rybakow nie wykluczał powiązań Budynów ze Słowianami lub Bałtami, utożsamiał ich z kulturą juchnowską. O bałtyjskim pochodzeniu Budynów przekonany był Aleksander Brückner. Inne teorie dopatrują się w nich jakiegoś ludu fińskiego, bądź też przodków Mordwinów lub Permiaków.